# Angela Serafina Prat

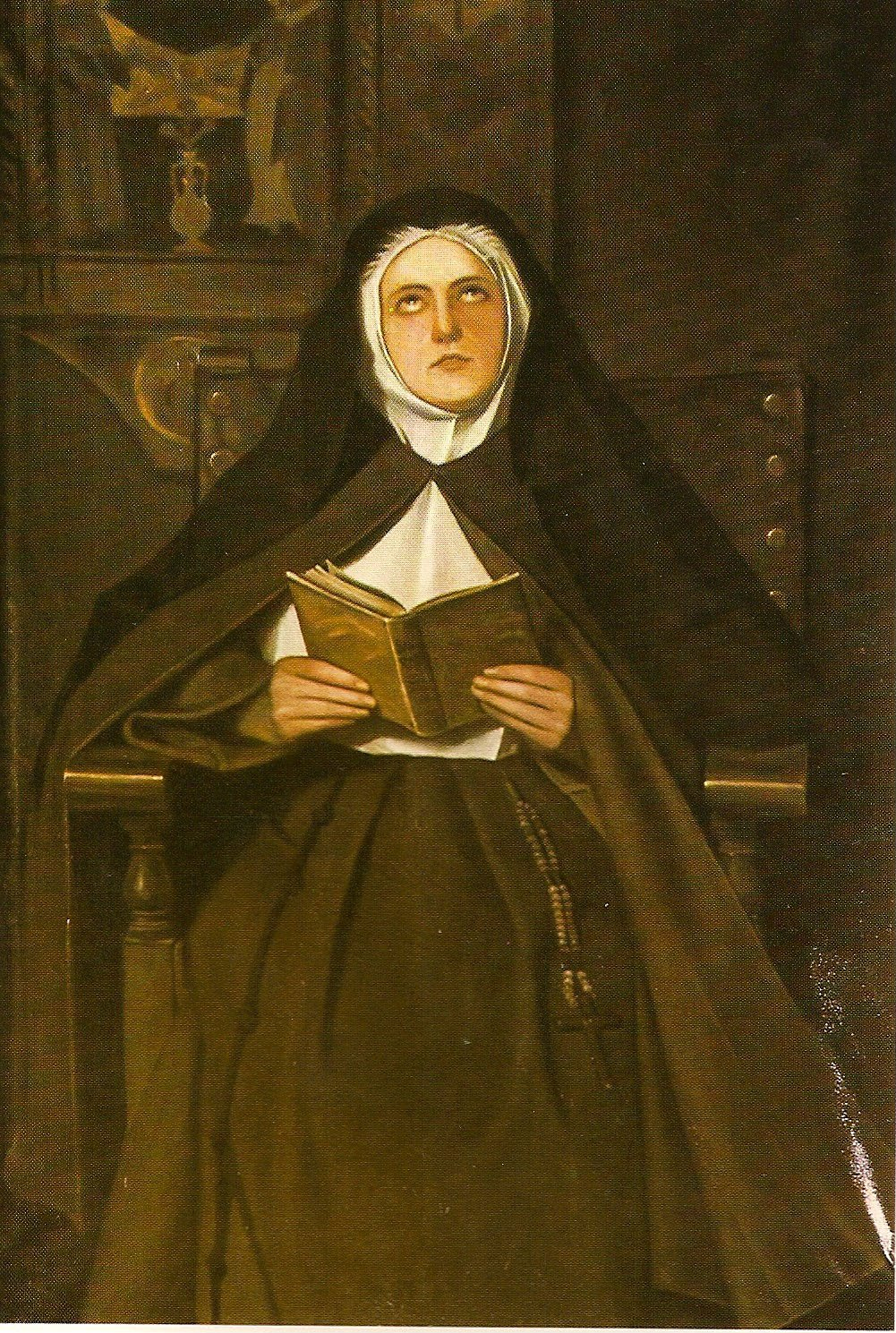
Obraz z 1896 roku, znajdujący się w ratuszu w Manresie.

Angela Margherita Serafina Prat (ur. 26 października 1543 w Manresie, zm. 24 grudnia 1608 w Barcelonie) – mistyczka, Sługa Boża kościoła katolickiego.
Urodziła się jako najstarsza z sześciorga dzieci. W dzieciństwie zmarła jej matka, następnie ojciec ożenił się ponownie. Wtedy rodzeństwo zostało zmuszone do opuszczenia domu w poszukiwaniu pracy.
Angela Serafina chciała zostać zakonnicą, jednak jej ojciec sprzeciwił się tym planom. 15 maja 1575 roku wyszła za Franciszka Serafina, nałogowego hazardzistę. Mieli troje dzieci: bliźnięta Barbarę i Piotra (ur. w 1576 roku) oraz Angelę (ur. w 1581 roku).
Barbara wstąpiła do klasztoru, a Angela Serafina do trzeciego zakonu świętego Franciszka. Następnie założyła w Barcelonie klasztor Klarysek Kapucynek.
Zmarła w opinii świętości. Obecnie trwa jej proces beatyfikacyjny.